# Crombrugghia
Crombrugghia är ett släkte av fjärilar som beskrevs av Tutt 1907. Crombrugghia ingår i familjen fjädermott.
Kladogram enligt Catalogue of Life och Dyntaxa:
| Crombrugghia | \| \| Crombrugghia brachycerus \| \| \| \| \| \| Crombrugghia brunnescens \| \| \| \| \| \| Crombrugghia clarisignis \| \| \| \| \| \| klofibblefjädermott \| \| \| \| \| \| Crombrugghia intermedia \| \| \| \| \| \| Crombrugghia kollari \| \| \| \| \| \| Crombrugghia laetus \| \| \| \| \| \| Crombrugghia lantoscanus \| \| \| \| \| \| Crombrugghia obseletadistans \| \| \| \| \| \| Crombrugghia obsoletabrunnescens \| \| \| \| \| \| Crombrugghia obsoletaintermedia \| \| \| \| \| \| Crombrugghia ochreabrunnescens \| \| \| \| \| \| Crombrugghia ochreadistans \| \| \| \| \| \| Crombrugghia ochreaintermedia \| \| \| \| \| \| Crombrugghia reichli \| \| \| \| \| \| Crombrugghia tristis \| \| \| \| |
|              | \| \| Crombrugghia brachycerus \| \| \| \| \| \| Crombrugghia brunnescens \| \| \| \| \| \| Crombrugghia clarisignis \| \| \| \| \| \| klofibblefjädermott \| \| \| \| \| \| Crombrugghia intermedia \| \| \| \| \| \| Crombrugghia kollari \| \| \| \| \| \| Crombrugghia laetus \| \| \| \| \| \| Crombrugghia lantoscanus \| \| \| \| \| \| Crombrugghia obseletadistans \| \| \| \| \| \| Crombrugghia obsoletabrunnescens \| \| \| \| \| \| Crombrugghia obsoletaintermedia \| \| \| \| \| \| Crombrugghia ochreabrunnescens \| \| \| \| \| \| Crombrugghia ochreadistans \| \| \| \| \| \| Crombrugghia ochreaintermedia \| \| \| \| \| \| Crombrugghia reichli \| \| \| \| \| \| Crombrugghia tristis \| \| \| \| |
|              | Crombrugghia brachycerus |
|              | |
|              | Crombrugghia brunnescens |
|              | |
|              | Crombrugghia clarisignis |
|              | |
|              | klofibblefjädermott |
|              | |
|              | Crombrugghia intermedia |
|              | |
|              | Crombrugghia kollari |
|              | |
|              | Crombrugghia laetus |
|              | |
|              | Crombrugghia lantoscanus |
|              | |
|              | Crombrugghia obseletadistans |
|              | |
|              | Crombrugghia obsoletabrunnescens |
|              | |
|              | Crombrugghia obsoletaintermedia |
|              | |
|              | Crombrugghia ochreabrunnescens |
|              | |
|              | Crombrugghia ochreadistans |
|              | |
|              | Crombrugghia ochreaintermedia |
|              | |
|              | Crombrugghia reichli |
|              | |
|              | Crombrugghia tristis |
|              | |